# Sergio González Martínez
Sergio González Martínez (Cartagena, 14 maggio 1997) è un calciatore spagnolo, difensore del Burgos.

## Carriera
Cresciuto nel settore giovanile del Cadice, ha esordito in prima squadra il 15 maggio 2016, disputando l'incontro di Segunda División B vinto per 1-0 in trasferta contro il Real Jaén. Nella stagione 2020-2021, dopo diverse annate trascorse nella seconda divisione spagnola, ha debuttato in massima serie; successivamente si è trasferito al Tenerife, tornando a giocare in Segunda División.

## Statistiche

### Presenze e reti nei club
Statistiche aggiornate al 22 gennaio 2022.
| Stagione        | Squadra         | Campionato      | Campionato | Campionato | Coppe nazionali | Coppe nazionali | Coppe nazionali | Coppe continentali | Coppe continentali | Coppe continentali | Altre coppe | Altre coppe | Altre coppe | Totale | Totale |
| Stagione        | Squadra         | Comp            | Pres       | Reti       | Comp            | Pres            | Reti            | Comp               | Pres               | Reti               | Comp        | Pres        | Reti        | Pres   | Reti   |
| --------------- | --------------- | --------------- | ---------- | ---------- | --------------- | --------------- | --------------- | ------------------ | ------------------ | ------------------ | ----------- | ----------- | ----------- | ------ | ------ |
| 2015-2016       | Cadice B        | 5D              | ?          | ?          |                 | -               | -               |                    | -                  | -                  |             | -           | -           | ?      | ?      |
| 2016-2017       | Cadice B        | 5D              | ?          | ?          |                 | -               | -               |                    | -                  | -                  |             | -           | -           | ?      | ?      |
| 2017-2018       | Cadice B        | TD              | ?          | ?          |                 | -               | -               |                    | -                  | -                  |             | -           | -           | ?      | ?      |
| 2018-2019       | Cadice B        | TD              | 36         | 4          |                 | -               | -               |                    | -                  | -                  |             | -           | -           | 36     | 4      |
| 2019-2020       | Cadice B        | SDB             | 15         | 3          |                 | -               | -               |                    | -                  | -                  |             | -           | -           | 15     | 3      |
| Totale Cadice B | Totale Cadice B | Totale Cadice B | 51+        | 7+         |                 | -               | -               |                    | -                  | -                  |             | -           | -           | 51+    | 7+     |
| mag. 2016       | Cadice          | SDB             | 1          | 0          | CR              | -               | -               |                    | -                  | -                  |             | -           | -           | 1      | 0      |
| 2016-2017       | Cadice          | SD              | 0          | 0          | CR              | 0               | 0               |                    | -                  | -                  |             | -           | -           | 0      | 0      |
| 2017-2018       | Cadice          | SD              | 0          | 0          | CR              | 1               | 0               |                    | -                  | -                  |             | -           | -           | 1      | 0      |
| 2018-2019       | Cadice          | SD              | 2          | 0          | CR              | 1               | 0               |                    | -                  | -                  |             | -           | -           | 3      | 0      |
| 2019-2020       | Cadice          | SD              | 17         | 0          | CR              | 1               | 0               |                    | -                  | -                  |             | -           | -           | 18     | 0      |
| 2020-gen. 2021  | Cadice          | PD              | 1          | 0          | CR              | 0               | 0               |                    | -                  | -                  |             | -           | -           | 1      | 0      |
| Totale Cadice   | Totale Cadice   | Totale Cadice   | 21         | 0          |                 | 3               | 0               |                    | -                  | -                  |             | -           | -           | 24     | 0      |
| gen.-giu. 2021  | Tenerife        | SD              | 15         | 1          | CR              | 0               | 0               |                    | -                  | -                  |             | -           | -           | 15     | 1      |
| 2021-2022       | Tenerife        | SD              | 15         | 0          | CR              | 2               | 1               |                    | -                  | -                  |             | -           | -           | 17     | 1      |
| Totale Tenerife | Totale Tenerife | Totale Tenerife | 30         | 1          |                 | 2               | 1               |                    | -                  | -                  |             | -           | -           | 32     | 2      |
| Totale carriera | Totale carriera | Totale carriera | 102+       | 8+         |                 | 5               | 1               |                    | -                  | -                  |             | -           | -           | 107+   | 9+     |